# XL Airways France
XL Airways France of Excel Airways France was een Franse luchtvaartmaatschappij met haar thuisbasis in Parijs. Naast vaste lijnvluchten naar Midden-Amerika voerde zij een groot aantal chartervluchten uit.

## Geschiedenis
XL Airways France is opgericht in 1995 als Star Europe door Cédric Pasteur en Look Voyages. In 1997 is de naam gewijzigd in Star Airlines. Na diverse overnames o.a, door Air Transat uit Canada en later door Air Atlanta uit IJsland kwam zij in 2006 onder de Excel Group. In november 2006 werd de naam gewijzigd in Excel Airways France.
Op 23 september 2019 werd de ticketverkoop gestaakt als gevolg van aanhoudende financiële problemen. Ook de vluchtuitvoering is kort daarna gestopt. Air France heeft inmiddels aangegeven geen belangstelling te hebben voor overname van deze kleine luchtvaartmaatschappij.

## Vloot
De vloot van XL Airways France bestaat uit:(juli 2016)
- 2 Airbus A330-200
- 2 Airbus A330-300
- 1 Boeing B737-800

Aero Charter DARTA · Aero Services Executive · Aigle Azur · Air Antilles Express · Air Austral · Air Caraïbes · Air Corsica · Air France · Air Guyane · Air Horizons · Airlinair · Air Littoral (opgeheven) · Air Méditerranée · Air Orient (opgeheven) · AlsaceExcel · Axis Airways · Blue Line · Brit Air · CCM Airlines · Champagne Airlines · CityJet · Corsairfly · Eagle Aviation France · Eurojet Airlines · Europe Airpost · Finist'air · Flywest · Hex'Air · L'vion · Ocean Airways · Octavia Airlines · Régional · XL Airways France · Sud Airlines

Afhankelijke gebieden: Air Bourbon (opgeheven) · Air Calédonie · Aircalin · Air Moorea · Air Saint-Pierre · Air Tahiti · Air Tahiti Nui · St Barth Commuter · Wan Air